# Lagaria

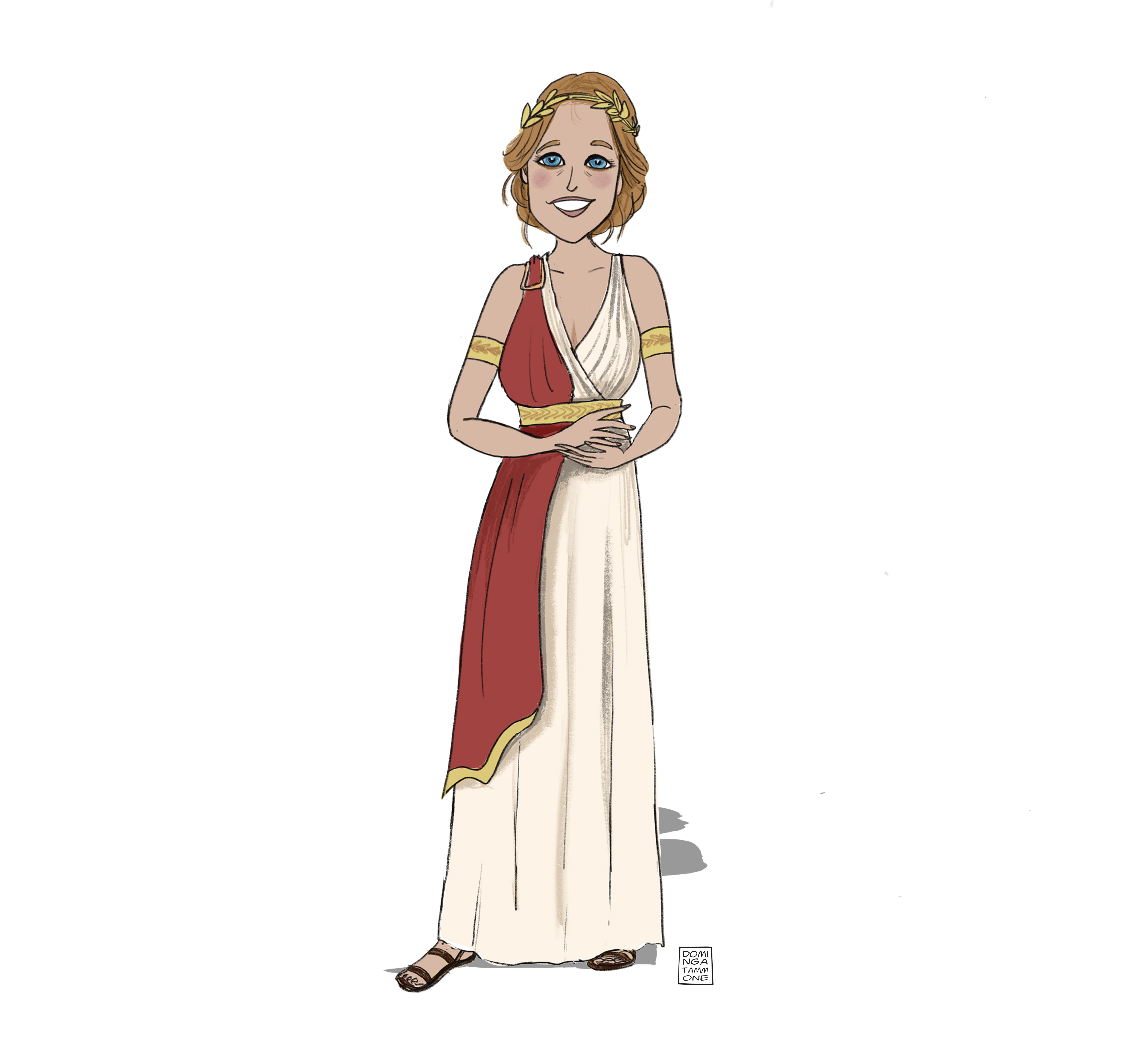
LAGARIA - Madre di Epeo costruttore del Cavallo di Troia

Lagaria (greco: Λαγαρία), fu un'antica città della Lucania, situata tra Sibari (allora Sybaris) e Siris-Heraclea (oggi Policoro). 

## Collocazione
La sua collocazione è incerta; l'abitato forse era situato nell'attuale comune di Nocara, o nel territorio comunale di Valsinni o ancora ad Amendolara. Secondo l'archeologa olandese Marianne Kleibrink il sito archeologico adatto al riguardo potrebbe essere Timpone della Motta - Macchiabate di Francavilla Marittima. Nel 1963 il Soprintendente ai Beni Archeologici della Calabria, Giuseppe Foti, al Convegno internazionale di studi sulla Magna Grecia di Taranto così si esprimeva: "Manca solo il documento inoppugnabile perché la città con l'acropoli, distante meno di quindici chilometri in linea d'aria dalla zona dove sono i resti di Sibari e di Thurii, possa credersi Lagaria".
Tuttavia, molti studiosi, tra cui Lorenzo Quilici, asseriscono con decisa sicurezza che il sito dell'antica città sia il centro abitato oggi individuato sul Monte Coppolo, a Valsinni, nei pressi del quale Plinio il Vecchio ricordava i famosi e curativi "vini lagarini", ponendoli nel territorio di Lagaria, non distante da Grumentum. Sembra che il vino della zona, così noto in epoca antica, in particolar modo in età imperiale, possieda ancora oggi in parte le caratteristiche dell'epoca.
Anche l'autore dell'Atlante del mondo greco e romano colloca la città sul Monte Coppolo.
Lagaria, secondo una leggenda, è stata fondata da una colonia di Focesi sotto il comando del Epeo, il famoso costruttore del cavallo di Troia. Lagaria è citata da Licofrone e Strabone, il quale parla di una fortezza (Φρούριον), il che va a dimostrare che probabilmente la cittadina non è mai stata un luogo di rilevante importanza. Lagaria ha avuto notorietà soprattutto nei tempi successivi alla sua fondazione, sia per l'alone di mistero sulla sua collocazione, che è piuttosto imprecisa, sia per il suo vino, che era considerato come uno dei migliori in Italia.